# Dreamy Dud Lost at Sea
Dreamy Dud Lost at Sea è un cortometraggio muto del 1916 diretto da Wallace A. Carlson.

## Produzione
Il film fu prodotto dalla Essanay Film Manufacturing Company.

## Distribuzione
Distribuito dalla General Film Company, il film - un corto in split reel - uscì nelle sale cinematografiche USA il 2 febbraio 1916. Nelle proiezioni, veniva programmato con il sistema dello split reel, accorpato in un'unica bobina con un altro cortometraggio.